# Stichopus anapinusus
Stichopus anapinusus, taxon inquirendum, is mogelijk een zeekomkommer uit de familie Stichopodidae. De status van de naam is onduidelijk
De wetenschappelijke naam van de soort werd in 1885 gepubliceerd door Kurt Lampert.